# Оли
Оли (фр. Haulies) насеље је и општина у јужној Француској у региону Миди Пирене, у департману Жерс која припада префектури Ош.
По подацима из 2011. године у општини је живело 148 становника, а густина насељености је износила 14,61 становника/km². Општина се простире на површини од 10,13 km². Налази се на средњој надморској висини од 325 метара (максималној 292 m, а минималној 177 m).

## Демографија
| 1962. | 1968. | 1975. | 1982. | 1990. | 1999. | 2011. |
| ----- | ----- | ----- | ----- | ----- | ----- | ----- |
| 59    | 70    | 52    | 59    | 76    | 81    | 148   |

График промене броја становника у току последњих година